# Tandara Caixeta
Tandara Alves Caixeta (* 30. Oktober 1988 in Brasília) ist eine brasilianische Volleyballspielerin und Olympiasiegerin 2012.

## Karriere
Caixeta begann ihre Karriere 2005 bei Associação Desportiva Brusque. Im gleichen Jahr gewann sie mit dem brasilianischen Nachwuchs die U-18-Weltmeisterschaft. 2007 folgte der Titel bei der U-20-WM. Die Universalspielerin debütierte 2007 außerdem in der A-Nationalmannschaft. In der Saison 2007/08 spielte sie für den Osasco Voleibol Clube, bevor sie 2008 zu EC Pinheiros wechselte. 2009 kehrte Caixeta zurück nach Brusque und 2010/11 stand sie bei Vôlei Futuro unter Vertrag. Mit der Nationalmannschaft gewann sie 2011 die Südamerikameisterschaft und Panamerikanischen Spiele. Außerdem erreichte Brasilien das Finale des Grand Prix. Seit 2011 spielt Caixeta wieder in Osasco. Mit dem Verein wurde sie 2012 brasilianische Meisterin. Anschließend gewann sie mit Brasilien bei den Olympischen Spielen in London die Goldmedaille.